# بيرال دي أرلانزا
بلدية بيرال دي أرلانزا (بالإسبانية: Peral de Arlanza)‏, هي إحدى بلديات مقاطعة برغش, التي تقع في منطقة قشتالة وليون, والتي تقع في شمال غرب إسبانيا.
يبلغ عدد سكانها 234 نسمة وفقاً لإحصائية سنة (2002).